# Generator kaskadowy

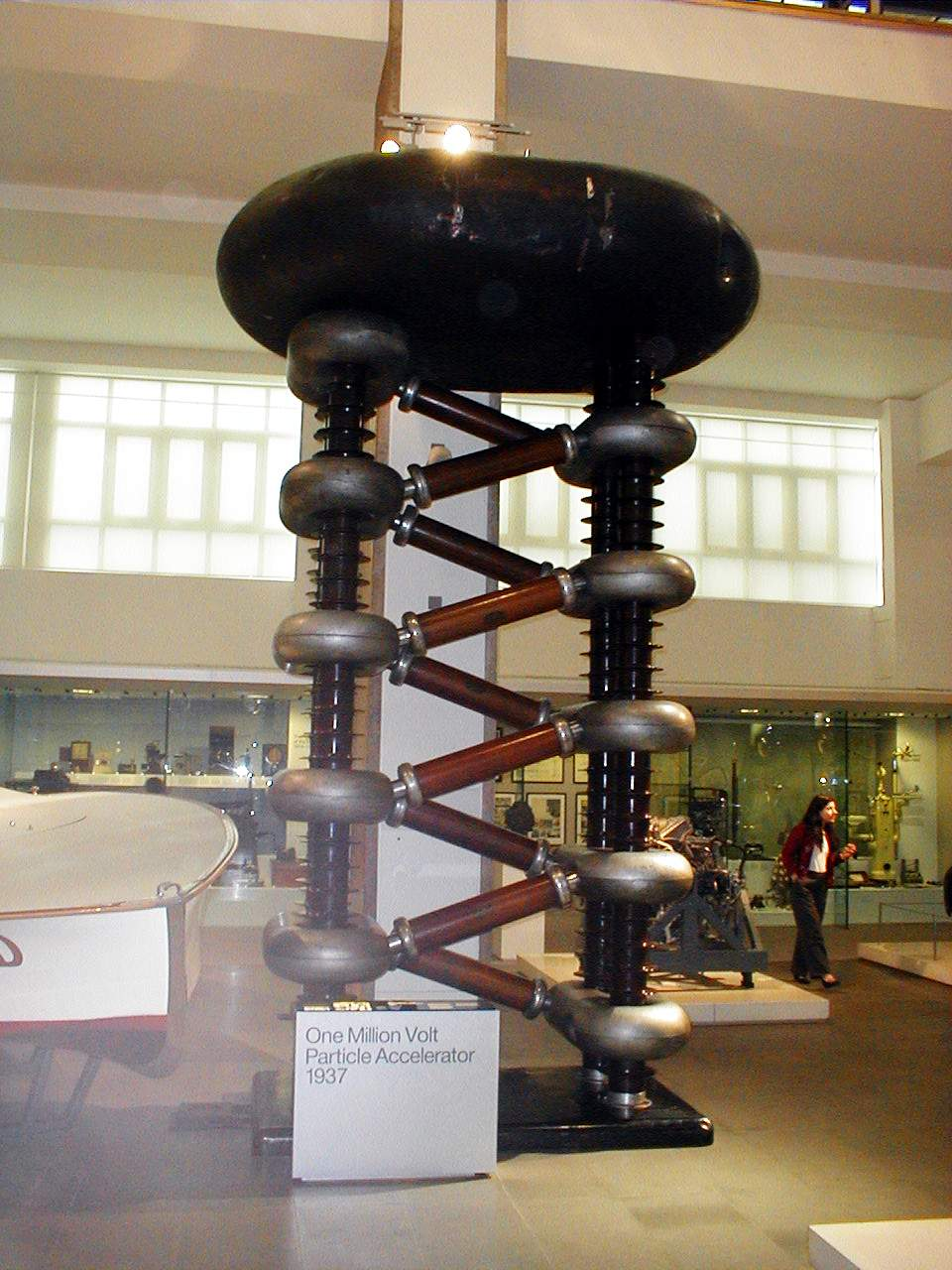
Generator kaskadowy jako jedna z sekcji w akceleratorze cząstek zbudowanym w 1937 roku przez firmę Philips do prac nad bombą atomową obecnie znajduje się w National Science Museum w Londynie

Schemat elektryczny generatora

Generator kaskadowy (powielacz napięcia, powielacz Villarda) – układ diod i kondensatorów, wytwarzający wysokie stałe napięcie elektryczne z niższego napięcia przemiennego. Jeden stopień powielacza składa się z dwóch kondensatorów i dwóch diod. Uzyskiwane napięcie jest zależne od liczby stopni i wyraża się wzorem:
{\displaystyle U_{w}=2\cdot U_{0}\cdot n,}
gdzie: {\displaystyle U_{w}} to napięcie wyjściowe, {\displaystyle U_{0}} to wartość szczytowa napięcia wejściowego, a {\displaystyle n} to liczba stopni powielających.